# Хайруллин, Марат Наильевич
Мара́т Наи́льевич Хайру́ллин (тат. Марат Наил улы Хәйруллин; 26 апреля 1984, Казань, СССР) — российско-казахстанский футболист, полузащитник.

## Карьера

### Клубная
Воспитанник казанского футбола. Первый тренер — Александр Васильевич Осипов. Футболом начал заниматься в 7 лет. Играл за «Рубин-2», в 2003 и 2006 годах входил в основной состав команды, но играл за дублирующий состав.
В начале 2007 года Хайруллина подписал казахстанский клуб «Актобе» под руководством российского тренера Владимира Муханова. Хайруллин стал с командой три года подряд (2007—2009) чемпионом Казахстана. Провёл 84 игры и забил 23 гола.
В 2010 году подписал контракт с командой Первого российского дивизиона «Волга» Нижний Новгород, но через полгода вернулся в «Актобе». Во втором круге сыграл 14 матчей и забил 6 голов, команда завоевала серебряные медали. Затем последовали две «бронзы» и снова чемпионство в 2013 году под руководством Владимира Никитенко, когда Хайруллин внёс свой весомый вклад — 7 голов в 26 матчах. В следующем году — опять «серебро» (Хайруллин провёл 9 голов в 28 играх) и «бронза» в 2015 году.
В 2016 году в команду пришло новое руководство, также российские специалисты: гендиректор Дмитрий Васильев и главный тренер Юрий Уткульбаев. Для Хайруллина места не нашлось. Он перешёл в другой казахстанский клуб, середняк «Окжетпес» из Кокшетау, который тренировал Владимир Муханов. Хайруллин забил 8 голов в 27 матчах, клуб занял 8 место.

### Сборная
Играть за сборную Казахстана Хайруллина привлёк чешский специалист Мирослав Беранек. Впервые он вышел в составе сборной 3 июня 2011 года в Астане против сборной Азербайджана (2:1) в отборочном турнире ЧЕ-2012. Последнюю игру провёл 7 июня 2014 года в Будапеште в товарищеском матче со сборной Венгрии (0:3). Всего сыграл 13 матчей, в которых отметился одной голевой передачей.

## Достижения
- Чемпион Казахстана (4): 2007, 2008, 2009, 2013
- Серебряный призёр (2): 2010, 2014
- Бронзовый призёр (3): 2011, 2012, 2015
- Обладатель Кубка Казахстана: 2008
- Обладатель Суперкубка Казахстана: 2008, 2014
- Обладатель Кубка Татарстана по футзалу[4]: 2016
- Лучший футболист месяца чемпионата Казахстана (премия «Алмаз» от сайта «Sports.kz»): март 2011, май 2011, июль 2012, апрель 2013.[источник не указан 3147 дней]